# Octombrie 2007
Acest articol este generat integral pe baza informațiilor din articolul 2007 și este actualizat periodic de un robot.
 Editările făcute în articol vor fi șterse la următoarea actualizare! Dacă doriți să faceți modificări, editați articolul-sursă.

ianuarie -
februarie -
martie -
aprilie -
mai -
iunie -
iulie -
august -
septembrie -
octombrie -
noiembrie -
decembrie
Octombrie 2007 a fost a zecea lună a anului și a început într-o zi de luni.

## Evenimente

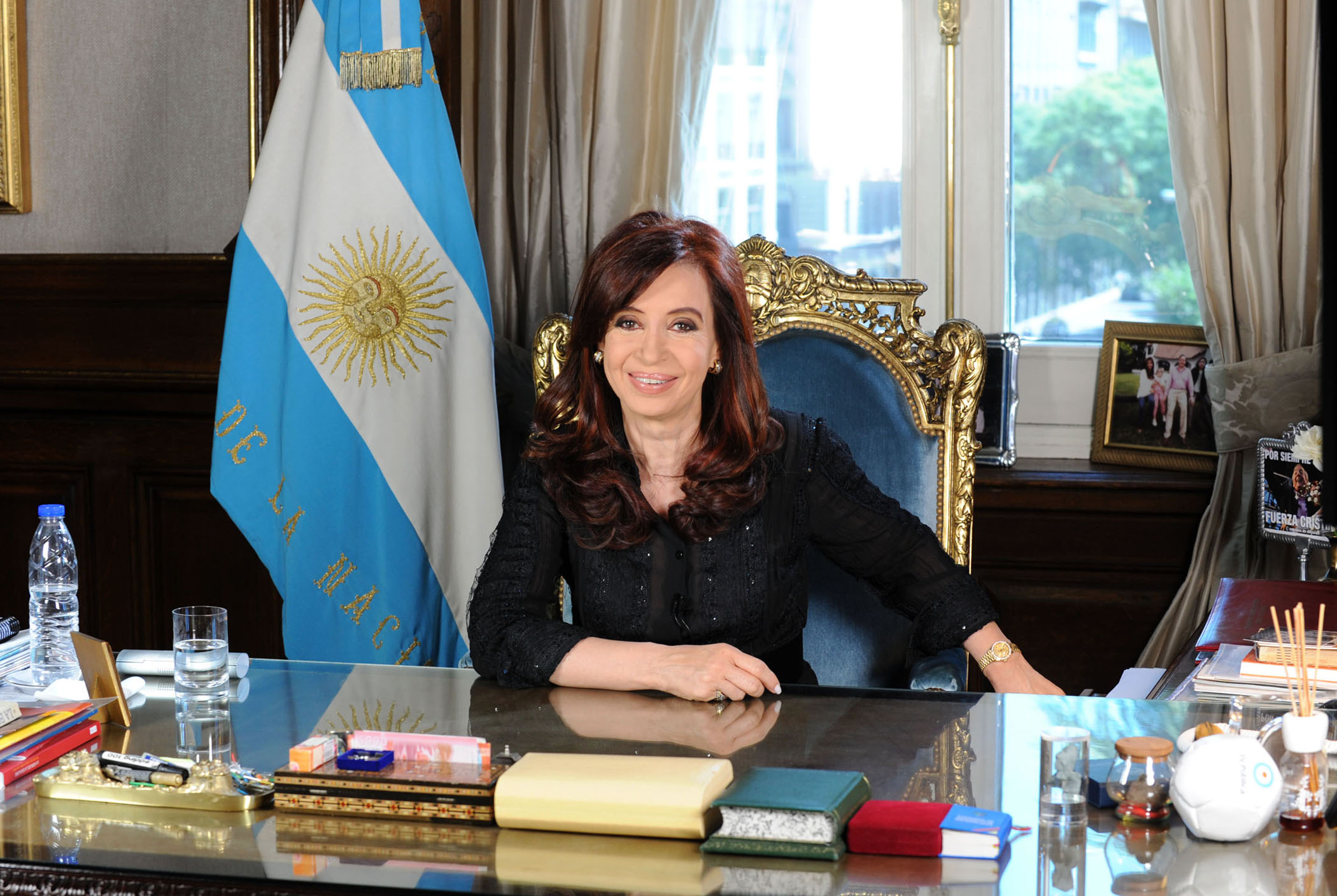
Cristina Fernández de Kirchner, devine președinte al Argentinei

- 2 octombrie: Începe cel de-al doilea summit inter-coreean. Președintele sud-coreean Roh Moo-hyun și liderul nord coreean Kim Jong-il se întâlnesc la Phenian.
- 10 octombrie: TVR1 difuzează o înregistrare video cu momentul în care ministrul Agriculturii, Decebal Traian Remeș, primește de la fostul ministru al Agriculturii, Ioan Avram Mureșan, plicul în care procurorii susțin că s-ar afla cei 15.000 de euro mită de la omul de afaceri Gheorghe Ciorbă. Remeș va demisiona a doua zi.
- 20 octombrie: Africa de Sud învinge Anglia la Campionatul Mondial de Rugby din 2007 în finala de pe "Stade de France", Paris.
- 28 octombrie: În Argentina, Cristina Fernández de Kirchner câștigă alegerile prezidențiale.
- 30 octombrie: Este anunțată țara gazdă la FIFA World Cup în 2014: Brazilia.
- 30 octombrie: Românul de etnie romă Nicolae Romulus Mailat, este acuzat de poliția italiană de agresare a italiencei Giovannei Reggiani. Două zile mai târziu, după decesul victimei, cazul a declanșat reacții dure ale autorităților din Italia.
- 31 octombrie: Concert Deep Purple pe Stadionul Cotroceni, din București.
- 31 octombrie: Justiția spaniolă își pronunță verdictul în cazul atentatelor teroriste din 11 martie 2004 de la Madrid, în care și-au pierdut viața 191 de persoane, printre care și 16 cetățeni români: 21 de inculpați au fost găsiți vinovați, iar 7 au fost achitați. Rabei Osman Sayed Ahmed, supranumit "Mohamed Egipteanul", considerat unul dintre organizatorii atacului, a fost achitat.

## Decese
- 2 octombrie: Prințesa Ecaterina a Greciei și Danemarcei, 94 ani, fiica regelui Constantin I al Greciei (n. 1913)
- 2 octombrie: Giovan Francesco Gonzaga, 86 ani, artist italian (n. 1921)
- 4 octombrie: Antonie Iorgovan, 59 ani, jurist, profesor universitar și senator român (1990-1992 și 2000-2007), (n. 1948)
- 4 octombrie: Hero Lupescu, 80 ani, regizor de operă român de etnie evreiască (n. 1927)
- 5 octombrie: Władysław Kopaliński (n. Jan Sterling), 99 ani, editor polonez de etnie evreiască (n. 1907)
- 6 octombrie: Ioan Ardeleanu, 60 ani, scriitor român (n. 1947)
- 9 octombrie: Fausto Correia, 55 ani, politician portughez (n. 1951)
- 11 octombrie: Sri Chinmoy (Chinmoy Kumar Ghose), 76 ani, poet indian (n. 1931)
- 16 octombrie: Toše Proeski, 26 ani, cântăreț macedonian (n. 1981)
- 17 octombrie: Michael Elliott, 82 ani, chimist britanic (n. 1924)
- 19 octombrie: Jan Wolkers (n. Jan Hendrik Wolkers), 81 ani, scriitor neerlandez (n. 1925)
- 21 octombrie: Ileana Sonnabend, 92 ani, colecționară de artă română (n. 1914)
- 21 octombrie: François Chamoux, 92 ani, arheolog, istoric elenist și filolog francez (n. 1915)
- 22 octombrie: Lucian Eugen Pleșa, 61 ani, deputat român (2000-2004), (n. 1946)
- 22 octombrie: Horia Aramă, 76 ani, eseist român (n. 1930)
- 22 octombrie: Ève Curie, 102 ani, scriitoare franceză (n. 1904)
- 23 octombrie: David Kendall (n. David George Kendall), 89 ani, matematician britanic, membru de onoare al Academiei Române (n. 1918)
- 26 octombrie: Bernard L. Kowalski, 78 ani, regizor și director de imagine american (n. 1929)
- 26 octombrie: Nicolae Dobrin, 60 ani, fotbalist român (n. 1947)
- 26 octombrie: Arthur Kornberg, 89 ani, biochimist american laureat al Premiului Nobel (1959), (n. 1918)
- 29 octombrie: Christian d’Oriola, 79 ani, scrimer francez (n. 1928)
- 29 octombrie: George Ștefănescu-Râmnic, 93 ani, pictor român (n. 1914)